# Drillhole Spur
Der Drillhole Spur (englisch für Bohrlochsporn) ist ein Gebirgskamm an der Scott-Küste des ostantarktischen Viktorialands. Er erstreckt sich am Kap Bernacchi.
Das New Zealand Antarctic Place-Names Committee benannte ihn 1989. Der weitere Benennungshintergrund ist nicht überliefert.